# Elgie Tobin

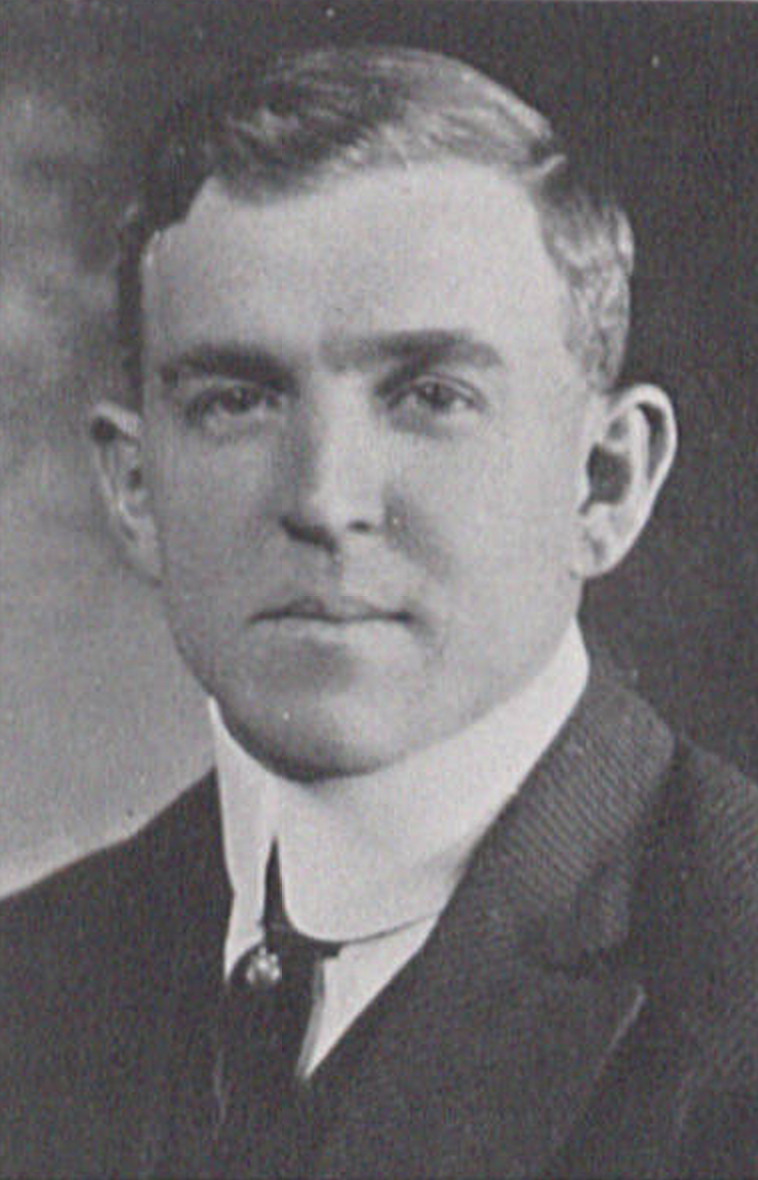
Fotografia de Elgie Tobin

Elgie Tobin foi um jogador de futebol americano estadunidense que foi campeão da temporada de 1920 da National Football League jogando pelo Akron Pros.